# Ausztria a 2018. évi téli olimpiai játékokon
Ausztria a dél-koreai Phjongcshangban megrendezett 2018. évi téli olimpiai játékok egyik részt vevő nemzete volt. Az országot az olimpián 12 sportágban 105 sportoló képviselte, akik összesen 14 érmet szereztek.

## Érmesek
| Érem  | Versenyző                                                                                            | Sportág          | Versenyszám                  |
| ----- | --- | ---------------- | ---------------------------- |
| Arany | Marcel Hirscher                                                                                      | Alpesisí         | Férfi óriás-műlesiklás       |
| Arany | Matthias Mayer                                                                                       | Alpesisí         | Férfi szuperóriás-műlesiklás |
| Arany | Marcel Hirscher                                                                                      | Alpesisí         | Férfi összetett              |
| Arany | Anna Gasser                                                                                          | Snowboard        | Női big air                  |
| Arany | David Gleirscher                                                                                     | Szánkó           | Férfi egyes                  |
| Ezüst | Anna Veith                                                                                           | Alpesisí         | Női szuperóriás-műlesiklás   |
| Ezüst | Stephanie Brunner Manuel Feller Katharina Gallhuber Katharina Liensberger Michael Matt Marco Schwarz | Alpesisí         | Vegyes csapatverseny         |
| Ezüst | Peter Penz Georg Fischler                                                                            | Szánkó           | Kettes                       |
| Bronz | Katharina Gallhuber                                                                                  | Alpesisí         | Női műlesiklás               |
| Bronz | Michael Matt                                                                                         | Alpesisí         | Férfi műlesiklás             |
| Bronz | Dominik Landertinger                                                                                 | Biatlon          | Férfi 20 km egyéni indításos |
| Bronz | Lukas Klapfer                                                                                        | Északi összetett | Normálsánc + 10 km           |
| Bronz | Wilhelm Denifl Bernhard Gruber Lukas Klapfer Mario Seidl                                             | Északi összetett | Csapat                       |
| Bronz | Madeleine Egle David Gleirscher Peter Penz Georg Fischler                                            | Szánkó           | Vegyes váltó                 |

## Alpesisí
Férfi
| Versenyző            | Versenyszám            | 1. futam      | 1. futam      | 2. futam      | 2. futam      | Összesítés    | Összesítés    |
| Versenyző            | Versenyszám            | Idő           | Hely.         | Idő           | Hely.         | Idő           | Helyezés      |
| -------------------- | ---------------------- | ------------- | ------------- | ------------- | ------------- | ------------- | ------------- |
| Stefan Brennsteiner  | Óriás-műlesiklás       | 1:10,02       | 14.           | nem ért célba | nem ért célba | kiesett       | kiesett       |
| Manuel Feller        | Óriás-műlesiklás       | kizárták      | kizárták      | kiesett       | kiesett       | kiesett       | kiesett       |
| Manuel Feller        | Műlesiklás             | 49,35         | 16.           | 51,03         | 6.            | 1:40,38       | 15.           |
| Max Franz            | Lesiklás               |               |               |               |               | 1:41,75       | 11.           |
| Max Franz            | Szuperóriás-műlesiklás |               |               |               |               | 1:25,96       | 17.           |
| Christian Hirschbühl | Óriás-műlesiklás       | nem ért célba | nem ért célba | kiesett       | kiesett       | kiesett       | kiesett       |
| Marcel Hirscher      | Óriás-műlesiklás       | 1:08,27       | 1.            | 1:09,77       | 2.            | 2:18,04       |               |
| Marcel Hirscher      | Műlesiklás             | nem ért célba | nem ért célba | nem ért célba | nem ért célba | nem ért célba | nem ért célba |
| Vincent Kriechmayr   | Lesiklás               |               |               |               |               | 1:41,19       | 7.            |
| Vincent Kriechmayr   | Szuperóriás-műlesiklás |               |               |               |               | 1:25,13       | 6.            |
| Matthias Mayer       | Lesiklás               |               |               |               |               | 1:41,46       | 9.            |
| Matthias Mayer       | Szuperóriás-műlesiklás |               |               |               |               | 1:24,44       |               |
| Michael Matt         | Műlesiklás             | 49,00         | 12.           | 50,66         | 1.            | 1:39,66       |               |
| Hannes Reichelt      | Lesiklás               |               |               |               |               | 1:41,76       | 12.           |
| Hannes Reichelt      | Szuperóriás-műlesiklás |               |               |               |               | 1:25,40       | 11.           |
| Marco Schwarz        | Műlesiklás             | 48,62         | 8.            | 51,57         | 19.           | 1:40,19       | 11.           |

| Versenyző          | Versenyszám | Lesiklás | Lesiklás | Műlesiklás    | Műlesiklás    | Összesítés | Összesítés |
| Versenyző          | Versenyszám | Idő      | Hely.    | Idő           | Hely.         | Idő        | Helyezés   |
| ------------------ | ----------- | -------- | -------- | ------------- | ------------- | ---------- | ---------- |
| Marcel Hirscher    | Összetett   | 1:20,56  | 12.      | 45,96         | 1.            | 2:06,52    |            |
| Vincent Kriechmayr | Összetett   | 1:19,96  | 7.       | nem ért célba | nem ért célba | kiesett    | kiesett    |
| Matthias Mayer     | Összetett   | 1:19,37  | 3.       | nem ért célba | nem ért célba | kiesett    | kiesett    |
| Marco Schwarz      | Összetett   | 1:20,98  | 19.      | 46,89         | 5.            | 2:07,87    | 4.         |

Női
| Versenyző             | Versenyszám            | 1. futam      | 1. futam      | 2. futam      | 2. futam      | Összesítés    | Összesítés    |
| Versenyző             | Versenyszám            | Idő           | Hely.         | Idő           | Hely.         | Idő           | Helyezés      |
| --------------------- | ---------------------- | ------------- | ------------- | ------------- | ------------- | ------------- | ------------- |
| Stephanie Brunner     | Óriás-műlesiklás       | 1:11,53       | 9.            | nem ért célba | nem ért célba | kiesett       | kiesett       |
| Stephanie Brunner     | Műlesiklás             | nem ért célba | nem ért célba | kiesett       | kiesett       | kiesett       | kiesett       |
| Katharina Gallhuber   | Műlesiklás             | 50,12         | 5.            | 48,83         | 1.            | 1:38,95       |               |
| Ricarda Haaser        | Óriás-műlesiklás       | 1:13,37       | 19.           | 1:09,99       | 14.           | 2:23,36       | 17.           |
| Cornelia Hütter       | Lesiklás               |               |               |               |               | 1:41,04       | =13.          |
| Cornelia Hütter       | Szuperóriás-műlesiklás |               |               |               |               | 1:21,54       | 8.            |
| Katharina Liensberger | Műlesiklás             | 50,43         | 10.           | 50,14         | 8.            | 1:40,57       | 8.            |
| Bernadette Schild     | Óriás-műlesiklás       | 1:14,50       | 28.           | 1:10,31       | 19.           | 2:24,81       | 24.           |
| Bernadette Schild     | Műlesiklás             | 49,89         | 8.            | 50,29         | 9.            | 1:40,18       | 7.            |
| Nicole Schmidhofer    | Lesiklás               |               |               |               |               | 1:41,02       | 12.           |
| Nicole Schmidhofer    | Szuperóriás-műlesiklás |               |               |               |               | 1:22,30       | 18.           |
| Ramona Siebenhofer    | Lesiklás               |               |               |               |               | 1:40,98       | 10.           |
| Tamara Tippler        | Szuperóriás-műlesiklás |               |               |               |               | 1:22,50       | 21.           |
| Anna Veith            | Szuperóriás-műlesiklás |               |               |               |               | 1:21,12       |               |
| Anna Veith            | Óriás-műlesiklás       | 1:12,43       | 15.           | 1:09,67       | 10.           | 2:22,10       | 12.           |
| Stephanie Venier      | Lesiklás               |               |               |               |               | nem ért célba | nem ért célba |
| Stephanie Venier      | Műlesiklás             | nem indult    | nem indult    | kiesett       | kiesett       | kiesett       | kiesett       |

| Versenyző          | Versenyszám | Lesiklás | Lesiklás | Műlesiklás | Műlesiklás | Összesítés | Összesítés |
| Versenyző          | Versenyszám | Idő      | Hely.    | Idő        | Hely.      | Idő        | Helyezés   |
| ------------------ | ----------- | -------- | -------- | ---------- | ---------- | ---------- | ---------- |
| Ricarda Haaser     | Összetett   | 1:41,75  | 7.       | 43,06      | 14.        | 2:24,81    | 13.        |
| Ramona Siebenhofer | Összetett   | 1:40,34  | 4.       | 43,11      | 15.        | 2:23,45    | 7.         |

Vegyes
| Versenyző                                                                                            | Versenyszám | Nyolcaddöntő             | Negyeddöntő               | Elődöntő                | Döntő               | Helyezés |
| Versenyző                                                                                            | Versenyszám | Ellenfél Eredmény        | Ellenfél Eredmény         | Ellenfél Eredmény       | Ellenfél Eredmény   | Helyezés |
| --- | ----------- | ------------------------ | ------------------------- | ----------------------- | ------------------- | -------- |
| Manuel Feller Michael Matt Marco Schwarz Stephanie Brunner Katharina Gallhuber Katharina Liensberger | Vegyes      | Dél-Korea (KOR) · Gy 4–0 | Svédország (SWE) · Gy 4–0 | Norvégia (NOR) · Gy 3–1 | Svájc (SUI) · V 1–3 |          |

## Biatlon
Férfi
| Versenyző                                                       | Versenyszám            | Időeredmény | Lövőhiba    | Helyezés |
| --------------------------------------------------------------- | ---------------------- | ----------- | ----------- | -------- |
| Julian Eberhard                                                 | 10 km sprint           | 23:47,2     | 1 (0+1)     | 4.       |
| Julian Eberhard                                                 | 12,5 km üldözőverseny  | 34:36,9     | 6 (0+1+3+2) | 15.      |
| Julian Eberhard                                                 | 20 km egyéni indításos | 50:15,6     | 3 (1+1+0+1) | 17.      |
| Julian Eberhard                                                 | 15 km tömegrajtos      | 36:18,0     | 3 (1+0+1+1) | 6.       |
| Tobias Eberhard                                                 | 10 km sprint           | 26:24,3     | 5 (4+1)     | 77.      |
| Tobias Eberhard                                                 | 20 km egyéni indításos | 53:33,6     | 4 (1+1+0+2) | 57.      |
| Simon Eder                                                      | 10 km sprint           | 24:42,5     | 2 (2+0)     | 28.      |
| Simon Eder                                                      | 12,5 km üldözőverseny  | 34:33,1     | 2 (0+0+0+2) | 14.      |
| Simon Eder                                                      | 20 km egyéni indításos | 49:55,8     | 2 (1+0+1+0) | 11.      |
| Simon Eder                                                      | 15 km tömegrajtos      | 37:01,0     | 3 (1+0+0+2) | 14.      |
| Dominik Landertinger                                            | 10 km sprint           | 24:36,2     | 1 (1+0)     | 25.      |
| Dominik Landertinger                                            | 12,5 km üldözőverseny  | 36:22,2     | 5 (0+0+1+4) | 26.      |
| Dominik Landertinger                                            | 20 km egyéni indításos | 48:18,0     | 0 (0+0+0+0) |          |
| Dominik Landertinger                                            | 15 km tömegrajtos      | 36:47,3     | 1 (0+0+1+0) | 12.      |
| Julian Eberhard Tobias Eberhard Simon Eder Dominik Landertinger | 4 × 7,5 km váltó       | 1:18:09,0   | 13 (2+11)   | 4.       |

Női
| Versenyző            | Versenyszám            | Időeredmény | Lövőhiba    | Helyezés |
| -------------------- | ---------------------- | ----------- | ----------- | -------- |
| Lisa Hauser          | 7,5 km sprint          | 23:58,9     | 4 (3+1)     | 62.      |
| Lisa Hauser          | 15 km egyéni indításos | 45:35,4     | 3 (1+1+0+1) | 41.      |
| Katharina Innerhofer | 7,5 km sprint          | 22:51,5     | 1 (0+1)     | 29.      |
| Katharina Innerhofer | 10 km üldözőverseny    | 34:41,2     | 5 (1+2+0+2) | 40.      |
| Katharina Innerhofer | 15 km egyéni indításos | 47:34,9     | 5 (2+1+0+2) | 60.      |
| Dunja Zdouc          | 7,5 km sprint          | 23:21,0     | 0 (0+0)     | 48.      |
| Dunja Zdouc          | 10 km üldözőverseny    | 38:39,1     | 8 (1+3+1+3) | 58.      |
| Dunja Zdouc          | 15 km egyéni indításos | 47:09,0     | 2 (1+1+0+0) | 58.      |

Vegyes
| Versenyző                                                   | Versenyszám  | Időeredmény | Lövőhiba | Helyezés |
| ----------------------------------------------------------- | ------------ | ----------- | -------- | -------- |
| Julian Eberhard Simon Eder Lisa Hauser Katharina Innerhofer | Vegyes váltó | 1:10:56,3   | 14 (6+8) | 10.      |

## Bob
Férfi
| Versenyző                                                 | Versenyszám | 1. futam | 1. futam | 2. futam | 2. futam | 3. futam | 3. futam | 4. futam | 4. futam | Összesítés | Összesítés |
| Versenyző                                                 | Versenyszám | Idő      | Hely.    | Idő      | Hely.    | Idő      | Hely.    | Idő      | Hely.    | Idő        | Helyezés   |
| --------------------------------------------------------- | ----------- | -------- | -------- | -------- | -------- | -------- | -------- | -------- | -------- | ---------- | ---------- |
| Benjamin Maier* Markus Sammer                             | Kettes      | 49,41    | 9.       | 49,47    | 6.       | 49,32    | =5       | 49,56    | 10.      | 3:17,76    | 8.         |
| Markus Treichl* Kilian Walch                              | Kettes      | 49,67    | 13.      | 49,67    | 15.      | 49,56    | 14.      | 49,66    | 13.      | 3:18,56    | 15.        |
| Benjamin Maier* Dănuț Moldovan Markus Sammer Kilian Walch | Négyes      | 49,10    | 14.      | 49,21    | 5.       | 49,03    | 7.       | 49,56    | 4.       | 3:16,90    | 7.         |
| Markus Treichl* Ekemini Bassey Markus Glueck Marco Rangl  | Négyes      | 49,73    | 24.      | 49,83    | 22.      | 49,68    | 20.      | kiesett  | kiesett  | 2:29,24    | 22.        |

Női
| Versenyző                           | Versenyszám | 1. futam | 1. futam | 2. futam | 2. futam | 3. futam | 3. futam | 4. futam | 4. futam | Összesítés | Összesítés |
| Versenyző                           | Versenyszám | Idő      | Hely.    | Idő      | Hely.    | Idő      | Hely.    | Idő      | Hely.    | Idő        | Helyezés   |
| ----------------------------------- | ----------- | -------- | -------- | -------- | -------- | -------- | -------- | -------- | -------- | ---------- | ---------- |
| Katrin Beierl* Victoria Hahn        | Kettes      | 51,49    | 19.      | 51,41    | 16.      | 51,51    | 17.      | 51,43    | 16.      | 3:25,84    | 17.        |
| Christina Hengster* Valerie Kleiser | Kettes      | 51,23    | 14.      | 51,04    | 9.       | 51,00    | 8.       | 51,24    | 11.      | 3:24,51    | 10.        |

* – a bob vezetője

## Északi összetett
| Versenyző                                                | Versenyszám        | Síugrás | Síugrás | Síugrás | Síugrás    | Sífutás | Összesítés | Összesítés |
| Versenyző                                                | Versenyszám        | Táv     | Pont    | Hely.   | Időhátrány | Idő     | Idő        | Helyezés   |
| -------------------------------------------------------- | ------------------ | ------- | ------- | ------- | ---------- | ------- | ---------- | ---------- |
| Wilhelm Denifl                                           | Normálsánc + 10 km | 92,0    | 92,3    | 25.     | +2:33      | 25:08,8 | 27:41,8    | 29.        |
| Wilhelm Denifl                                           | Nagysánc + 10 km   | 137,5   | 135,0   | 3.      | +0:16      | 24:38,6 | 24:54,6    | 8.         |
| Bernhard Gruber                                          | Normálsánc + 10 km | 91,5    | 88,2    | 33.     | +2:50      | 24:32,1 | 27:22,1    | 20.        |
| Bernhard Gruber                                          | Nagysánc + 10 km   | 133,5   | 98,5    | 30.     | +2:42      | 23:46,3 | 26:28,3    | 21.        |
| Lukas Klapfer                                            | Normálsánc + 10 km | 109,0   | 122,6   | 4.      | +0:32      | 24:37,5 | 25:09,5    |            |
| Lukas Klapfer                                            | Nagysánc + 10 km   | 131,0   | 123,0   | 10.     | +1:04      | 24:11,3 | 25:15,3    | 9.         |
| Franz-Josef Rehrl                                        | Normálsánc + 10 km | 112,0   | 130,6   | 1.      | –          | 26:29,5 | 26:29,5    | 13.        |
| Mario Seidl                                              | Nagysánc + 10 km   | 127,0   | 116,5   | 14.     | +1:30      | 23:51,0 | 25:21,0    | 13.        |
| Wilhelm Denifl Bernhard Gruber Lukas Klapfer Mario Seidl | Csapat             | 536,5   | 469,5   | 1.      | –          | 47:17,6 | 47:17,6    |            |

## Gyorskorcsolya
Női
| Versenyző      | Versenyszám | Eredmény | Helyezés |
| -------------- | ----------- | -------- | -------- |
| Vanessa Herzog | 500 m       | 37,51    | 4.       |
| Vanessa Herzog | 1500 m      | 1:14,47  | 5.       |

Tömegrajtos
| Versenyző       | Versenyszám | Elődöntő | Elődöntő | Elődöntő | Döntő | Döntő   | Döntő    |
| Versenyző       | Versenyszám | Pont     | Idő      | Hely.    | Pont  | Idő     | Helyezés |
| --------------- | ----------- | -------- | -------- | -------- | ----- | ------- | -------- |
| Linus Heidegger | Férfi       | 60       | 8:20,46  | 1.       | 6     | 7:52,38 | 6.       |

## Műkorcsolya
| Versenyző                     | Versenyszám | Rövid program | Rövid program | Kűr     | Kűr     | Összesítés | Összesítés |
| Versenyző                     | Versenyszám | Pont          | Hely.         | Pont    | Hely.   | Pont       | Helyezés   |
| ----------------------------- | ----------- | ------------- | ------------- | ------- | ------- | ---------- | ---------- |
| Miriam Ziegler Severin Kiefer | Páros       | 58,80         | 20.           | kiesett | kiesett | kiesett    | kiesett    |

## Síakrobatika
Félcső
| Versenyző      | Versenyszám | Selejtező | Selejtező | Selejtező     | Selejtező | Döntő    | Döntő    | Döntő    | Döntő         | Döntő    |
| Versenyző      | Versenyszám | 1. futam  | 2. futam  | Jobb eredmény | Hely.     | 1. futam | 2. futam | 3. futam | Jobb eredmény | Helyezés |
| -------------- | ----------- | --------- | --------- | ------------- | --------- | -------- | -------- | -------- | ------------- | -------- |
| Andreas Gohl   | Férfi       | 68,60     | 31,60     | 68,60         | 12.       | 14,60    | 46,00    | 68,80    | 68,80         | 8.       |
| Marco Ladner   | Férfi       | 54,20     | 39,40     | 54,20         | 21.       | kiesett  | kiesett  | kiesett  | kiesett       | kiesett  |
| Lukas Müllauer | Férfi       | 17,00     | 63,60     | 63,60         | 16.       | kiesett  | kiesett  | kiesett  | kiesett       | kiesett  |
| Elisabeth Gram | Női         | 72,20     | 20,00     | 72,20         | 13.       | kiesett  | kiesett  | kiesett  | kiesett       | kiesett  |

Mogul
| Versenyző         | Versenyszám | Selejtező | Selejtező | Selejtező | Selejtező | Selejtező | Selejtező | Selejtező | Selejtező | Döntő    | Döntő    | Döntő    | Döntő    | Döntő    | Döntő    | Döntő    | Döntő    | Döntő    | Döntő    | Döntő    | Helyezés |
| Versenyző         | Versenyszám | 1. futam  | 1. futam  | 1. futam  | 1. futam  | 2. futam  | 2. futam  | 2. futam  | 2. futam  | 1. futam | 1. futam | 1. futam | 1. futam | 2. futam | 2. futam | 2. futam | 2. futam | 3. futam | 3. futam | 3. futam | Helyezés |
| Versenyző         | Versenyszám | Idő       | Pont      | Össz.     | Hely.     | Idő       | Pont      | Össz.     | Hely.     | Idő      | Pont     | Össz.    | Hely.    | Idő      | Pont     | Össz.    | Hely.    | Idő      | Pont     | Össz.    | Helyezés |
| ----------------- | ----------- | --------- | --------- | --------- | --------- | --------- | --------- | --------- | --------- | -------- | -------- | -------- | -------- | -------- | -------- | -------- | -------- | -------- | -------- | -------- | -------- |
| Melanie Meilinger | Női         | 33,78     | 45,02     | 54,95     | 25.       | 34,61     | 48,71     | 57,71     | 16.       | kiesett  | kiesett  | kiesett  | kiesett  | kiesett  | kiesett  | kiesett  | kiesett  | kiesett  | kiesett  | kiesett  | 26.      |

Krossz
| Versenyző             | Versenyszám | Selejtező | Selejtező | Nyolcaddöntő  | Negyeddöntő   | Elődöntő | Döntő    | Helyezés |
| Versenyző             | Versenyszám | Idő       | Hely.     | Helyezés      | Helyezés      | Helyezés | Helyezés | Helyezés |
| --------------------- | ----------- | --------- | --------- | ------------- | ------------- | -------- | -------- | -------- |
| Adam Kappacher        | Férfi       | 1:10,17   | 16.       | 2.            | nem ért célba | kiesett  | kiesett  | 16.      |
| Christoph Wahrstötter | Férfi       | 1:09,79   | 6.        | nem ért célba | kiesett       | kiesett  | kiesett  | 17.      |
| Robert Winkler        | Férfi       | 1:10,09   | 11.       | 1.            | nem ért célba | kiesett  | kiesett  | 14.      |
| Thomas Zangerl        | Férfi       | 1:10,96   | 28.       | 2.            | 3.            | kiesett  | kiesett  | 12.      |
| Andrea Limbacher      | Női         | 1:14,71   | 8.        | nem ért célba | kiesett       | kiesett  | kiesett  | 13.      |
| Katrin Ofner          | Női         | 1:14,30   | 7.        | 1.            | 3.            | kiesett  | kiesett  | 9.       |

Slopestyle
| Versenyző | Versenyszám | Selejtező | Selejtező | Selejtező     | Selejtező | Döntő    | Döntő    | Döntő    | Döntő         | Döntő    |
| Versenyző | Versenyszám | 1. futam  | 2. futam  | Jobb eredmény | Hely.     | 1. futam | 2. futam | 3. futam | Jobb eredmény | Helyezés |
| --------- | ----------- | --------- | --------- | ------------- | --------- | -------- | -------- | -------- | ------------- | -------- |
| Lara Wolf | Női         | 10,20     | 66,40     | 66,40         | 16.       | kiesett  | kiesett  | kiesett  | kiesett       | kiesett  |

## Sífutás
Távolsági
Férfi
| Versenyző                                                   | Versenyszám     | Klasszikus      | Klasszikus      | Szabad          | Szabad          | Összesen        | Összesen        |
| Versenyző                                                   | Versenyszám     | Idő             | Hely.           | Idő             | Hely.           | Idő             | Helyezés        |
| ----------------------------------------------------------- | --------------- | --------------- | --------------- | --------------- | --------------- | --------------- | --------------- |
| Dominik Baldauf                                             | 15 km           |                 |                 |                 |                 | utólag kizárták | utólag kizárták |
| Max Hauke                                                   | 15 km           |                 |                 |                 |                 | utólag kizárták | utólag kizárták |
| Max Hauke                                                   | 30 km           | utólag kizárták | utólag kizárták | utólag kizárták | utólag kizárták | utólag kizárták | utólag kizárták |
| Max Hauke                                                   | 50 km           |                 |                 |                 |                 | utólag kizárták | utólag kizárták |
| Bernhard Tritscher                                          | 15 km           |                 |                 |                 |                 | 36:24,7         | 37.             |
| Bernhard Tritscher                                          | 50 km           |                 |                 |                 |                 | 2:22:47,7       | 38.             |
| Dominik Baldauf Max Hauke Luis Stadlober Bernhard Tritscher | 4 × 10 km váltó |                 |                 |                 |                 | utólag kizárták | utólag kizárták |

Női
| Versenyző        | Versenyszám | Klasszikus | Klasszikus | Szabad  | Szabad | Összesen  | Összesen |
| Versenyző        | Versenyszám | Idő        | Hely.      | Idő     | Hely.  | Idő       | Helyezés |
| ---------------- | ----------- | ---------- | ---------- | ------- | ------ | --------- | -------- |
| Anna Seebacher   | 10 km       |            |            |         |        | 29:11,2   | 61.      |
| Teresa Stadlober | 10 km       |            |            |         |        | 26:16,1   | 9.       |
| Teresa Stadlober | 15 km       | 21:25,8    | 6.         | 19:15,3 | 7.     | 41:11,5   | 7.       |
| Teresa Stadlober | 30 km       |            |            |         |        | 1:26:31,7 | 9.       |
| Lisa Unterweger  | 10 km       |            |            |         |        | 29:35,2   | 67.      |

Sprint
| Versenyző                          | Versenyszám         | Selejtező       | Selejtező       | Negyeddöntő | Negyeddöntő | Elődöntő        | Elődöntő        | Döntő   | Helyezés |
| Versenyző                          | Versenyszám         | Idő             | Hely.           | Idő         | Hely.       | Idő             | Hely.           | Idő     | Helyezés |
| ---------------------------------- | ------------------- | --------------- | --------------- | ----------- | ----------- | --------------- | --------------- | ------- | -------- |
| Dominik Baldauf                    | Férfi egyéni sprint | utólag kizárták | utólag kizárták | kiesett     | kiesett     | kiesett         | kiesett         | kiesett | –        |
| Luis Stadlober                     | Férfi egyéni sprint | 3:23,01         | 50.             | kiesett     | kiesett     | kiesett         | kiesett         | kiesett | 50.      |
| Dominik Baldauf Bernhard Tritscher | Férfi csapatsprint  |                 |                 |             |             | utólag kizárták | utólag kizárták | kiesett | –        |
| Lisa Unterweger                    | Női egyéni sprint   | 3:34,29         | 50.             | kiesett     | kiesett     | kiesett         | kiesett         | kiesett | 50.      |
| Teresa Stadlober Lisa Unterweger   | Női csapatsprint    |                 |                 |             |             | 17:25,98        | 7.              | kiesett | 14.      |

## Síugrás
Férfi
| Versenyző                                                         | Versenyszám   | Selejtező | Selejtező | Selejtező | 1. ugrás | 1. ugrás | 1. ugrás | 2. ugrás | 2. ugrás | 2. ugrás | Összesítés | Összesítés |
| Versenyző                                                         | Versenyszám   | Táv       | Pont      | Hely.     | Táv      | Pont     | Hely.    | Táv      | Pont     | Hely.    | Pont       | Helyezés   |
| ----------------------------------------------------------------- | ------------- | --------- | --------- | --------- | -------- | -------- | -------- | -------- | -------- | -------- | ---------- | ---------- |
| Clemens Aigner                                                    | Nagysánc      | 119,5     | 98,5      | 27.       | 121,0    | 110,0    | 31.      | kiesett  | kiesett  | kiesett  | kiesett    | kiesett    |
| Manuel Fettner                                                    | Normálsánc    | 95,0      | 109,4     | 27.       | 96,5     | 99,5     | 29.      | 105,5    | 112,2    | 14.      | 211,7      | 23.        |
| Manuel Fettner                                                    | Nagysánc      | 111,0     | 84,8      | 40.       | 124,0    | 109,8    | 32.      | kiesett  | kiesett  | kiesett  | kiesett    | kiesett    |
| Michael Hayböck                                                   | Normálsánc    | 97,0      | 112,4     | 26.       | 99,5     | 109,2    | 21.      | 103,0    | 110,5    | 17.      | 219,7      | 17.        |
| Michael Hayböck                                                   | Nagysánc      | 133,5     | 126,9     | 5.        | 140,0    | 140,4    | 2.       | 131,0    | 127,3    | 9.       | 267,7      | 6.         |
| Stefan Kraft                                                      | Normálsánc    | 102,5     | 128,6     | 5.        | 103,5    | 122,8    | 5.       | 103,0    | 110,8    | 16.      | 233,6      | 11.        |
| Stefan Kraft                                                      | Nagysánc      | 131,0     | 121,1     | 11.       | 131,5    | 130,6    | 13.      | 125,5    | 116,8    | 21.      | 247,4      | 18.        |
| Gregor Schlierenzauer                                             | Normálsánc    | 91,5      | 104,0     | 32.       | 102,5    | 108,6    | 22.      | 99,5     | 103,6    | 22.      | 212,2      | 22.        |
| Manuel Fettner Michael Hayböck Stefan Kraft Gregor Schlierenzauer | Csapatverseny |           |           |           | 517,0    | 493,7    | 4.       | 511,0    | 484,7    | 4.       | 978,4      | 4.         |

Női
| Versenyző                  | Versenyszám | Első forduló | Első forduló | Első forduló | Döntő | Döntő | Döntő | Összesítés | Összesítés |
| Versenyző                  | Versenyszám | Táv          | Pont         | Hely.        | Táv   | Pont  | Hely. | Pont       | Helyezés   |
| -------------------------- | ----------- | ------------ | ------------ | ------------ | ----- | ----- | ----- | ---------- | ---------- |
| Chiara Hölzl               | Normálsánc  | 88,0         | 92,2         | 14.          | 95,5  | 101,0 | 9.    | 193,2      | 11.        |
| Daniela Iraschko-Stolz     | Normálsánc  | 101,5        | 113,3        | 5.           | 99,0  | 112,6 | 7.    | 225,9      | 6.         |
| Jacqueline Seifriedsberger | Normálsánc  | 93,0         | 93,7         | 13.          | 92,0  | 89,8  | 14.   | 183,5      | 13.        |

## Snowboard
Akrobatika
Férfi
| Versenyző        | Versenyszám | Selejtező | Selejtező | Selejtező     | Selejtező | Döntő    | Döntő    | Döntő    | Döntő         | Helyezés |
| Versenyző        | Versenyszám | 1. futam  | 2. futam  | Jobb eredmény | Hely.     | 1. futam | 2. futam | 3. futam | Jobb eredmény | Helyezés |
| ---------------- | ----------- | --------- | --------- | ------------- | --------- | -------- | -------- | -------- | ------------- | -------- |
| Clemens Millauer | Big air     | 39,25     | 47,00     | 47,00         | 16.       | kiesett  | kiesett  | kiesett  | kiesett       | 31.      |
| Clemens Millauer | Slopestyle  | 75,65     | 77,45     | 77,45         | 7.        | kiesett  | kiesett  | kiesett  | kiesett       | 13.      |

Női
| Versenyző   | Versenyszám | Selejtező | Selejtező | Selejtező     | Selejtező | Döntő    | Döntő    | Döntő    | Döntő         | Döntő    |
| Versenyző   | Versenyszám | 1. futam  | 2. futam  | Jobb eredmény | Hely.     | 1. futam | 2. futam | 3. futam | Jobb eredmény | Helyezés |
| ----------- | ----------- | --------- | --------- | ------------- | --------- | -------- | -------- | -------- | ------------- | -------- |
| Anna Gasser | Big air     | 88,25     | 98,00     | 98,00         | 1.        | –        | 89,00    | 96,00    | 185,00        |          |
| Anna Gasser | Slopestyle  | törölve   | törölve   | törölve       | törölve   | 42,05    | 46,56    | törölve  | 46,56         | 15.      |

Parallel giant slalom
| Versenyző           | Versenyszám | Selejtező     | Selejtező     | Nyolcaddöntő                         | Negyeddöntő                       | Elődöntő          | Döntő             | Helyezés |
| Versenyző           | Versenyszám | Idő           | Hely.         | Ellenfél Eredmény                    | Ellenfél Eredmény                 | Ellenfél Eredmény | Ellenfél Eredmény | Helyezés |
| ------------------- | ----------- | ------------- | ------------- | ------------------------------------ | --------------------------------- | ----------------- | ----------------- | -------- |
| Benjamin Karl       | Férfi       | 1:25,33       | 6.            | Andreas Prommegger (AUT) · Gy –0,29  | Lee Sang-ho (KOR) · V +0,94       | kiesett           | kiesett           | 5.       |
| Sebastian Kislinger | Férfi       | 1:25,59       | 10.           | Stefan Baumeister (GER) · V +0,22    | kiesett                           | kiesett           | kiesett           | 11.      |
| Alexander Payer     | Férfi       | 1:25,30       | 5.            | Edwin Coratti (ITA) · V +0,33        | kiesett                           | kiesett           | kiesett           | 9.       |
| Andreas Prommegger  | Férfi       | 1:25,67       | 11.           | Benjamin Karl (AUT) · V +0,29        | kiesett                           | kiesett           | kiesett           | 12.      |
| Julia Dujmovits     | Női         | 1:33,16       | 11.           | Tomoka Takeuchi (JPN) · V +0,17      | kiesett                           | kiesett           | kiesett           | 12.      |
| Ina Meschik         | Női         | 1:33,23       | 13.           | Carolin Langenhorst (GER) · Gy –0,02 | Ramona Hofmeister (GER) · V +0,78 | kiesett           | kiesett           | 8.       |
| Claudia Riegler     | Női         | nem ért célba | nem ért célba | kiesett                              | kiesett                           | kiesett           | kiesett           | –        |
| Daniela Ulbing      | Női         | 1:33,07       | 8.            | Milena Bykova (OAR) · Gy –0,52       | Ester Ledecká (CZE) · V +0,97     | kiesett           | kiesett           | 7.       |

Snowboard cross
| Versenyző           | Versenyszám | Selejtező | Selejtező | Selejtező | Selejtező | Selejtező     | Selejtező | Nyolcaddöntő | Negyeddöntő   | Elődöntő | Döntő       | Helyezés |
| Versenyző           | Versenyszám | 1. futam  | 1. futam  | 2. futam  | 2. futam  | Jobb eredmény | Kiemelés  | Nyolcaddöntő | Negyeddöntő   | Elődöntő | Döntő       | Helyezés |
| Versenyző           | Versenyszám | Idő       | Hely.     | Idő       | Hely.     | Jobb eredmény | Kiemelés  | Helyezés     | Helyezés      | Helyezés | Helyezés    | Helyezés |
| ------------------- | ----------- | --------- | --------- | --------- | --------- | ------------- | --------- | ------------ | ------------- | -------- | ----------- | -------- |
| Hanno Douschan      | Férfi       | 1:14,53   | 16.       | kiemelt   | kiemelt   | 1:14,53       | 16.       | 4.           | kiesett       | kiesett  | kiesett     | 27.      |
| Alessandro Hämmerle | Férfi       | 1:15,03   | 24.       | kiemelt   | kiemelt   | 1:15,03       | 24.       | 1.           | 3.            | 5.       | Kisdöntő 1. | 7.       |
| Lukas Pachner       | Férfi       | 1:16,99   | 33.       | 1:17,48   | 11.       | 1:16,99       | 38.       | 5.           | kiesett       | kiesett  | kiesett     | 39.      |
| Markus Schairer     | Férfi       | 1:14,56   | 17.       | kiemelt   | kiemelt   | 1:14,56       | 17.       | 3.           | nem ért célba | kiesett  | kiesett     | 22.      |

## Szánkó
| Versenyző                 | Versenyszám | 1. futam | 1. futam | 2. futam      | 2. futam      | 3. futam   | 3. futam   | 4. futam | 4. futam | Összesítés | Összesítés |
| Versenyző                 | Versenyszám | Idő      | Hely.    | Idő           | Hely.         | Idő        | Hely.      | Idő      | Hely.    | Idő        | Helyezés   |
| ------------------------- | ----------- | -------- | -------- | ------------- | ------------- | ---------- | ---------- | -------- | -------- | ---------- | ---------- |
| Reinhard Egger            | Férfi egyes | 48,221   | 20.      | 47,903        | 11.           | 47,963     | 17.        | 47,840   | 10.      | 3:11,927   | 15.        |
| David Gleirscher          | Férfi egyes | 47,652   | 1.       | 47,835        | 7.            | 47,584     | 4.         | 47,631   | 4.       | 3:10,702   |            |
| Wolfgang Kindl            | Férfi egyes | 47,955   | 11.      | 47,858        | 9.            | 47,799     | 12.        | 47,521   | 2.       | 3:11,133   | 9.         |
| Georg Fischler Peter Penz | Kettes      | 45,891   | 2.       | 45,894        | 2.            |            |            |          |          | 1:31,785   |            |
| Lorenz Koller Thomas Steu | Kettes      | 46,172   | 5.       | 46,112        | 5.            |            |            |          |          | 1:32,284   | 4.         |
| Madeleine Egle            | Női egyes   | 46,726   | 14.      | 46,646        | 14.           | 46,541     | 6.         | 46,696   | 7.       | 3:06,609   | 9.         |
| Birgit Platzer            | Női egyes   | 47,318   | 18.      | nem ért célba | nem ért célba | nem indult | nem indult | kiesett  | kiesett  | kiesett    | kiesett    |
| Hannah Prock              | Női egyes   | 46,622   | 13.      | 46,585        | 13.           | 47,743     | 25.        | 46,854   | 12.      | 3:07,804   | 17.        |

| Versenyző                                                 | Versenyszám  | 1. futam | 1. futam | 2. futam | 2. futam | 3. futam | 3. futam | Összesítés | Összesítés |
| Versenyző                                                 | Versenyszám  | Idő      | Hely.    | Idő      | Hely.    | Idő      | Hely.    | Idő        | Helyezés   |
| --------------------------------------------------------- | ------------ | -------- | -------- | -------- | -------- | -------- | -------- | ---------- | ---------- |
| Madeleine Egle David Gleirscher Georg Fischler Peter Penz | Vegyes váltó | 47,122   | 5.       | 48,758   | 3.       | 49,108   | 4.       | 2:24,988   |            |

## Szkeleton
| Versenyző             | Versenyszám | 1. futam | 1. futam | 2. futam | 2. futam | 3. futam | 3. futam | 4. futam | 4. futam | Összesítés | Összesítés |
| Versenyző             | Versenyszám | Idő      | Hely.    | Idő      | Hely.    | Idő      | Hely.    | Idő      | Hely.    | Idő        | Helyezés   |
| --------------------- | ----------- | -------- | -------- | -------- | -------- | -------- | -------- | -------- | -------- | ---------- | ---------- |
| Matthias Guggenberger | Férfi       | 51,38    | 16.      | 51,29    | 17.      | 51,81    | 25.      | 51,25    | 13.      | 3:25,73    | 18.        |
| Janine Flock          | Női         | 51,81    | 3.       | 52,07    | 3.       | 51,92    | 4.       | 52,12    | 10.      | 3:27,92    | 4.         |